# Dimitri Vegas & Like Mike
Dimitri Vegas & Like Mike est un groupe d'electro house belge. Il est composé des frères Dimitri Thivaios (Dimitri Vegas) et Michael Thivaios (Like Mike), originaire de Willebroeck. En 2015, les deux membres atteignent la première place du classement annuel des DJ les plus populaires de DJ Magazine. Le 20 octobre 2016, ils perdent leur première place, remplacés par Martin Garrix, qui sera de nouveau remplacé par Dimitri Vegas & Like Mike en 2019.

## Histoire
Dimitri Thivaios (né le 16 mai 1982) et Michael Thivaios (né le 2 décembre 1985) sont d'origine grecque, mais sont nés à Willebroeck, à côté d'Anvers (Belgique). Les deux membres se lancent dans le DJing vers l'âge de quatorze ans dans de petits clubs locaux, et animent quelques années plus tard la chaîne de radio locale BeatFM. Ils quittent la Belgique en 1999 pour jouer lors d'une tournée européenne avant d'emménager dans la Chalcidique en Grèce, puis à Ibiza en 2003. C'est à cet endroit qu'ils se popularisent en jouant dans les clubs Privilege et Space. Après être devenus les résidents des boîtes de nuit The End et Amnesia à Zante, en Grèce en 2006, ils produisent leur premier single Cocaine/Eivissa. En 2009, ils attirent l'attention du compositeur Axwell avec leur remix de son titre Work That Body.
En 2011, les deux membres entrent dans le classement annuel du DJ Mag à la 79e position. En 2012, ils atteignent la 38e place du classement. Depuis cette année, le duo se répartit le travail lors de leurs shows : Dimitri Vegas se charge de la musique aux platines tandis que Like Mike joue le rôle de MC mettant l'ambiance au micro. Ils deviennent alors reconnus grâce notamment au festival belge Tomorrowland qui les place à plusieurs reprises sur la programmation du week-end et leur donne carte blanche sur la vidéo d'aftermovie vue des dizaines de millions de fois sur YouTube. Le duo cite d'ailleurs Tomorrowland comme le « pilier » de leur succès. En 2013, DJ Mag les classe en 6e position du classement des meilleurs disc jockeys. Cette même année, ils dénombrent cinq singles placés au top des ventes sur le site Beatport. Le duo s'associe à Steve Aoki pour fonder 3 Are Legend.

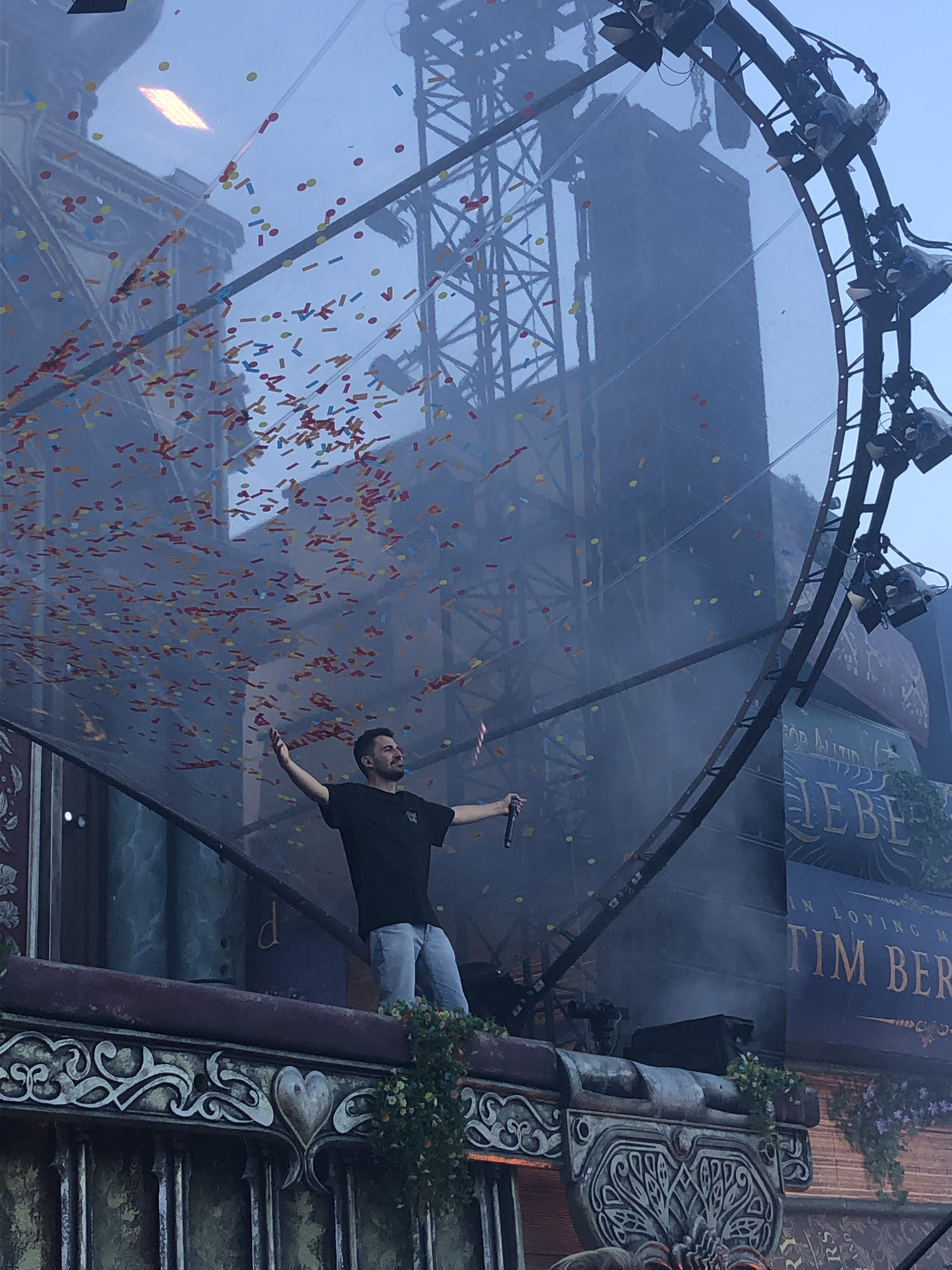
Dimitri Vegas sur la scène « Library » durant Tomorrowland en 2024.

En 2014, Dimitri et Michael publient le single Tremor en compagnie de Martin Garrix, l'anthem du festival Sensation. La même année, à la suite d'une énorme campagne publicitaire au festival Tomorrowland, ils continuent leur progression à la deuxième place du DJ Mag Top 100. Ils font paraître le single Feedback au label Spinnin' Records. À la fin de l'année, ils entament une tournée intitulée Bringing the World, the Madness qui rassemble un total de 38 000 personnes en décembre 2015. La compilation du même nom atteint la 6e place des classements musicaux suisses pendant une semaine. Entretemps en juillet 2015, le duo se produit en tant que vedettes à Tomorrowland : « les deux belges ont su fructifier la confiance que Tomorrowland leur témoigne depuis plusieurs années » précise le magazine DJMag.
Le 16 octobre 2015 ils sont élus numéro 1 du classement « DJ Mag top 100 » détrônant ainsi Hardwell,. C'est la première fois qu'un duo de deux frères atteint le sommet de ce classement. En 2016, ils retombent en deuxième, laissant Martin Garrix la première. Ils sortent ensuite Stay a While. L'année suivante, ils disposent d'une résidence à l'Ushuaïa en partenariat avec Tomorrowland.

## Discographie
- 2013 : Bringing Home the Madness
- 2014 : Bringing the World the Madness
- 2015 : Bringing the Madness 3.0
- 2016 : Bringing the Madness
- 2017 : Bringing the Madness: Reflections
- 2018 : Garden of Madness 2018
- 2019 : Garden of Madness 2019

## Top 100DJ Mag
- 2011 : #79 (Entrée)
- 2012 : #38 (+41)
- 2013 : #6 (+32)[16]
- 2014 : #2 (+4)[17]
- 2015 : #1 (+1)[18]
- 2016 : #2 (-1)[19]
- 2017 : #2 (=)[20]
- 2018 : #2 (=)
- 2019 : #1 (+1)[21]
- 2020 : #2 (-1)
- 2021 : #5 (-3)
- 2022 : #3 (+2)
- 2023 : #2 (+1)
- 2024 : #3 (-1)